# Дёрсдорф
Дёрсдорф (нем. Dörsdorf) — община в Германии, в земле Рейнланд-Пфальц. 
Входит в состав района Рейн-Лан. Подчиняется управлению Катценельнбоген.  Население составляет 452 человека (на 31 декабря 2010 года). Занимает площадь 4,87 км².